# Анатмавада
Анатмавада, Анатма-вада (санскр. अनात्मवाद, IAST: anātmavāda от IAST: an-ātman; пали IAST: an-attā — «не-душа», «бессамостность», «безличность»; vāda — «учение», «доктрина») — учение об отсутствии «я», одно из основных положений буддийской философии. В общем значении анатмавада заключается в «отрицании любой постоянно длящейся субстанциальной основы существования» (дравьи). В более конкретном случае отрицается вечная и неизменная самость, атман, под которым может пониматься как душа, так и «средоточие личностной идентичности», или отрицается существование индивидуального субстанциального «я». В раннем буддизме анатмавада понималась в контексте учения о взаимозависимом происхождении (пратитья-самутпада). Раннебуддийское положение об отсутствии вечной души (атман) у всех существ (в том числе у богов и будд) стало началом шунья-вады — махаянского учения об относительности и бессамостности.
В современной философской классификации анатмавада может также рассматриваться как отрицание эссенциализма и субстанциализма или в качестве редукционизма (познание сущности объекта с помощью выделения всех его составляющих частей и установление точного характера их связей). Кроме того, возможна номиналистическая трактовка анатмавады.
Анатмавада, теория дхарм и учение о мгновенности (кшаникавада) лежат в основе буддийской онтологии, которую можно определить как «онтология бессубстратного процесса». Согласно буддийской доктрине, бытие есть не некая постоянная и вечная субстанция или сущность, а процесс, который не опирается ни на какую неизменную основу. Философ Нолан П. Джекобсон (1909—1987) предложил интерпретацию буддийской философии с позиций процессуализма (философии процесса), и этот подход стал одним из наиболее заметных и популярных в буддологии во второй половине XX в.
Буддийское учение об анатмане содержится в «Поттхапада-сутте» (ДН 9), «Саббасава-сутте» (МН 2), «Алагаддупама-сутте» (МН 22), «Чуласаччака-сутте» (МН 35), «Анатта-лаккхана-сутте» (СН 22.59), «Ананда-сутте» (СН 44.10), «Катхаваттху», в «Вопросах Милинды» (Кн. II) и других текстах. Отсутствие «я» (анатман) — один из четырех аспектов 1-й благородной истины.

## Основные трактовки
Положение о несуществовании неизменного самосущего атмана было одним из основных разногласий с брахманизмом и оспаривалось во многочисленных философских дебатах, устраиваемых при дворах индийских царей. Признанным мастером дебатов считался Нагарджуна и его последователи.
По буддийским представлениям, закон изменяемости (анитья) универсален: ни человек, ни какое-либо другое существо, ни какое-либо неодушевленное явление не исключаются из сферы его действия. Однако большинство людей верили в то, что в человеке живёт некая субстанция, называемая душой (атман), которая продолжает существовать, несмотря на все изменения, претерпеваемые телом, которая существовала до рождения и будет существовать после смерти, переселяясь из одного тела в другое.
В соответствии со своей теорией обусловленного существования и всеобщей изменяемости Будда отрицает существование такой субстанции (анатман). Но в таком случае могут спросить, как же он объясняет целостность личности во всех её перерождениях или даже просто в различных стадиях развития — детстве, юности и старости. Отрицая целостность идентичной субстанции в человеке, Будда не отрицает целостности потока (сантана) последовательных состояний, из которых образуется его жизнь. Жизнь — это непрерывный ряд состояний; каждое из них зависит от предшествующих условий и, в свою очередь, порождает следующее состояние. Целостность эволюции жизни основана, таким образом, на причинной связи, охватывающей все стадии её развития. Целостность часто объясняется с помощью светильника, горящего всю ночь. Его пламя в данный момент зависит от условий этого момента, но отлично от самого себя в другой момент, который зависит от других условий. И, тем не менее, здесь налицо непрерывный ряд различных огней. Так же как одно пламя может зажечь другое, хотя и отличное от него, но причинно с ним связанное, так и конечная стадия одной жизни может явиться причиной начала следующей. Поэтому новое рождение не есть переселение, то есть переход той же самой души в другое тело; но рождение последующей жизни — продолжение потока предыдущей. Таким образом, концепция души, как и в философии Уильяма Джеймса, заменяется здесь концепцией непрерывного потока сознания (читта-сантана). Поскольку данное состояние сознания получает в наследство свои характерные черты от предыдущего состояния, отпечатки прошлых состояний присутствуют в настоящем. Память, таким образом, можно объяснить без допущения наличия души. Эта теория несуществования субстанции, то есть простого «я», играет весьма важную роль в понимании учения Будды.
Будда указывает, что те, кто страдают иллюзией о своём «я» и хотят достигнуть спасения, сделав душу счастливой, не знают своей собственной природы. Будда сравнивает это с любовью к самой красивой девушке страны, которую, однако, никто никогда не видел и не знал, а также с сооружением лестницы для подъёма во дворец, которого человек никогда не видел.
Будда неустанно убеждает своих учеников отбросить заблуждения о самих себе, потому что подобные представления являются результатом мысленных конструкций, спекуляций, слухов, ошибочной интерпретации опыта в медитации, и их нельзя обнаружить посредством прямого опыта в медитации или обычной жизни. В то же время в конвенциональном, обычном языке он использовал возвратное местоимение «атман» в значении «сам», «себя» постоянно, например, во фразе «будете сами себе светильниками» или при указании на важность самопознания.
В произведении раннебуддийской философии «Вопросы Милинды», Книге II, главе 2, где живое существо сравнивается с горением светильника, имеет место зрелая диалектика тождества и нетождества. Царь Милинда спрашивает: «тот, кто становится [пали uppajjati — возникает, рождается, становится], — тот же или иной» в разные моменты времени? Буддийский монах Нагасена отвечает образцовой диалектической формулировкой: «тот, кто становится, и не тот, и не иной».
В одном из старейших буддийских текстов «Поттхапада-сутта» (ДН 9) выражена номиналистическая позиция. Аскет Поттхапада спрашивает Будду: сознание (saññā) и атман (пали attā) — это одно и то же или разное? Будда осведомляется, как Поттхапада понимает атмана. Поттхапада рассказывает о трех концепциях атмана, которые, вероятно, имели хождение в то время: 1) грубый (oḷārikaṃ), имеющий форму (rūpiṃ), состоящий из четырех великих элементов; 2) состоящий из разума (manomayaṃ); 3) бесформенный (arūpiṃ), состоящий из сознания (saññāmaya); предполагается, что осознавание форм уничтожается после 4-й ступени созерцания (jhānaṃ) при достижении «уровня осознавания бесконечности пространства» (ākāsānañcāyatanaṃ). Будда говорит: одни состояния сознания возникают, другие — уничтожаются, и сознание — одно, а атман — другое. И когда обретается одно из этих трех «я», «то в это время нет и речи об обретении» двух других «я» из этих трех. Это «лишь обычные имена [lokasamaññā], обычные выражения [lokaniruttiyo], обычные способы обозначения [lokavohārā], обычные описания [lokapaññattiyo]», и Татхагата употребляет их, не привязываясь к ним.
Примечательно, что в Палийском каноне Будда не отрицает атман, но и не утверждает его существование. С течением времени буддизм всё больше склонялся к номиналистической трактовке анатмавады, граничащей с полным отрицанием атмана. Такая позиция выражена в Книге II, главе 1 «Вопросов Милинды»: «атман» (пали attā — термин, наряду с jīva, puggala, satta маркирующий субъекта) — не более, чем словесное обозначение, концепт (paññātti) для пяти скандх подобно тому, как «колесница» — лишь имя для совокупности частей. Таким образом, индивид есть «не более, чем простое аддитивное целое». И «в высшем смысле [paramatthato] здесь не представлена личность [puggala]».
Согласно буддийскому учению, личность есть только имя, обозначающее определенным образом упорядоченное единство пяти групп (санскр. панча скандха — букв. пять «куч») элементов опыта (дхарм):
1. Рупа-скандха — группа чувственного: всё, что можно отнести к материальному и чувственно воспринимаемому.
2. Ведана-скандха — группа чувствований: чувственные данные, ощущение приятного, неприятного или нейтрального.
3. Самджня-скандха — группа осознания различий: круглое — квадратное, белое — черное и так далее; формирование конкретного образа воспринятого объекта, возникновение представлений и понятий.
4. Самскара-скандха — группа мотивирующих факторов: оформление установки на влечение или отвращение к воспринятому, воления и побудительные импульсы; эта скандха ответственна за формирование кармы.
5. Виджняна-скандха — сознание как таковое.

Порядок перечисления скандх отражает порядок восприятия объекта и его освоения сознанием (скандхи 2 — 5). И все эти процессы сопровождаются участием в них сознания, которое присутствует уже с самого начала восприятия (чувственных данных). Пять скандх не являются некими субстанциями, из которых, как из кирпичиков, сложена личность. Скандхи — это именно группы элементов, причем выделяемые довольно условно и формально. Относительно реальны только элементы (дхармы), классифицируемые на пять категорий. Дхармы бессубстанциональны, постоянно возникают и исчезают, заменяясь новыми, но обусловленными предшествующими дхармами по закону причинно-зависимого происхождения. Эти постоянно возникающие и исчезающие элементарные психофизические состояния образуют в своей совокупности континуум, который обнаруживается эмпирически как «живое существо» (в том числе человеческая личность). Нама-рупа — психотелесный комплекс, 4-е звено в 12-звенной цепи зависимого возникновения, — является синонимом пяти скандх.
В. Г. Лысенко отмечает: «...человека в Индии представляли как совокупность материальных и нематериальных (психических) элементов». Обычно это махабхуты, манас, индрии, буддхи или четана, ахамкара. «В упанишадах и в протосанкхье к этому списку, но на особом положении, присоединялся неизменный одухотворяющий принцип — Атман или Пуруша. Считалось, что именно он и лежит в основании всей сложной конструкции и является ее опорой... Буддизм наследует составную конструкцию, но без ее опоры. Мы убрали опору, но конструкция не распалась, она продолжает функционировать. Почему?.. Скандхи держатся на привязанности [упадана] — привязанности к „я“, на эгоцентрированном взгляде на мир».
В «Алагаддупама-сутте» (МН 22) рассматриваются два аспекта атмана: 1) житейский — стихийный эгоцентризм, связанный с представлением о собственной «самости», укорененной в сознании «невежественного простака», «естественного человека» (пали puthujjana); 2) доктринальный — концепция неизменного, пребывающего вечно Атмана. И обе эти точки зрения признаются ошибочными. Первая — потому, что каждая из пяти скандх, составляющих опыт, непостоянна (aniccaṃ) и приносит неудовлетворение (dukkhaṃ). Вторая — потому, что не известно такое состояние, которое было бы неизменным и сохранным навечно. Будда призывает отбросить эти представления о «самости» как не имеющие реального отношения к индивиду. По мнению М. Юлена, буддисты не проводили различия между идеей вечного, трансцендентного «Я» и эмпирическим эго. С его точки зрения, буддисты лишили понятие «Атман» спекулятивного начала и наполнили его психологическим содержанием, подозревая брахманистов (см. брахманизм) в абсолютизации обычного эго (ахам) «человека желания».
В «Катхаваттху», входящем а Абхидхамма-питаку Палийского канона, сталкиваются позиции «ортодоксов»-стхавиравадинов и пудгалавадинов, учение которых расценивалось «ортодоксами» как «еретическое». С точки зрения онтологии классического раннего буддизма, реальными можно назвать только 75 дхарм (элементов психофизического потока существования), среди которых нет дхарм «атман» и «пудгала». В целом аргументация стхавиравадинов сводится к следующему: чтобы существовать в реальности, атман должен быть одной из дхарм. Такая позиция близка к вокализму — крайнему номинализму, отрицающему категорически какое бы то ни было существование универсалий, согласно которому универсалии — лишь «движение воздуха» (лат. flatus vocis), то есть «пустой звук». Пудгалавадины же полагали, что квазииндивид-пудгала может существовать в каком-то ином модусе бытия, отличном от скандх и дхарм, что можно обозначить как «концептуалистическая» трактовка анатмавады.
В «Абхидхарма-коша-бхашье» (V в.), главе 9, процитирован отрывок из беседы Нагасены с царем. Монах объясняет в нем, почему Будда отказывается отвечать на вопрос о тождестве либо различности тела и души, то есть на один из «оставляемых без ответа» (авьякрита) вопросов в философии Будды. Оказывается, ответ невозможен логически, поскольку душа (jīva) не существует (данной беседы нет в дошедшем до нас тексте «Вопросы Милинды»). Е. А. Торчинов обращает внимание на то, что «строго говоря, буддисты отрицали не атман, а дживу (индивидуальную субстанциональную простую и вечную душу как психическую сущность), и их учение следовало бы назвать адживавадой. Но поскольку адживикой себя называла одна неортодоксальная школа, созданная Госалой и резко критиковавшаяся буддистами за её фатализм и моральный индифферентизм (адживики к тому же не столько отрицали душу, сколько говорили о её единосущности телу), буддисты предпочли говорить об отрицании идеи именно атмана».
Подводя итог своему учению, Будда сказал однажды: «И ранее и даже теперь я настаиваю на этом — страдание и прекращение страдания». Цитируя это изречение, Т. Рис-Дэвидс говорит, что теория зависимого происхождения (в обоих её аспектах — объяснение мира и объяснение происхождения страдания) вместе с формулой восьмеричного пути достижения нирваны является «не только сущностью всего раннего буддизма, но также именно тем пунктом, относительно которого мы находим самые определённые и ясные утверждения Дхаммы как Дхаммы, приписываемые Гаутаме». Будда видел в идее атмана — индивидуальной, субстанциональной и вечной души — основу эгоизма, влечения и отвращения (влечения со знаком «минус»), которые обусловливают страдание (духкха). Отмежевываясь от аннигиляционизма, Шакьямуни подчеркивал, что учит не «о разрушении, уничтожении или прекращении чего-то реально существующего», а «об уничтожении жажды, гнева и ослепления» (асрава).
Будда менял своё отношение к атману и анатману в зависимости от типа слушателей, делая свою лекцию искусным средством. Буддийский философ Чандракирти, отмечая это, считал, что Будда проповедовал об атмане «самым невежественным» слушателям, тем самым пресекая их материализм. Наиболее опытным слушателям Будда говорил об анатмане, тем самым уничтожая у них «тонкую привязанность к личности». Те же, кто стали буддами, по утверждению Чандракирти, «сами понимали, что атман не является ни реальным, ни нереальным». Выдающийся буддийский философ Нагарджуна указывал, что «Будда иногда учил, что атман существует, а иногда, что он не существует; последний взгляд более последователен и ближе к истине». Первую точку зрения Будда описывал сторонникам нигилизма (уччхедавады, чья точка зрения заключалась в отсутствии какого-либо бытия после смерти). Данное утверждение о существовании являлось условным учением и не было принципиальным для Будды, указывал Нагарджуна. Вторая же точка зрения предназначалась для более понимающих слушателей и являлась абсолютным учением, отмечал Нагарждуна.